# Olympus Mons (groupe)
Pour les articles homonymes, voir Olympus Mons.
Olympus Mons est un groupe de metal progressif français, originaire de Bordeaux, en Gironde.

## Biographie
Olympus Mons est formé en 2000 à Bordeaux, en Gironde. Il assimile un certain nombre de références musicales (Tool, The Smashing Pumpkins, The Cure, Machine Head, A Perfect Circle, NIN). Mais fort de ces nombreuses influences, Olympus Mons lance son propre univers musical caractérisé par une musique émotionnelle allant du metal à la coldwave, en passant par le rock progressif et la musique industrielle. Olympus Mons est un monde à part, un monde qui possède son propre langage, le « Mella ». Le nom du groupe s'inspire du volcan du même nom.
Le groupe publie son premier album studio, Pathfinder en 2001. Pour Julien, il existe deux Olympus Mons : « celui avant et après 2004. Pathfinder est plus un essai studio qu'un album. L'aventure a vraiment commencé quand j'ai décidé de partir de ma région natale. Je suis arrivé à Bordeaux en 2004 pour reformer le groupe avec des musiciens beaucoup plus professionnels. Un encadrement et une ville qui m'offrait de nombreuses perspectives. Quand je dis que j'ai créé le groupe il y a 10 ans c'est plus affectif que réel. Olympus Mons a commencé en 2004. »
En 2006, le groupe publie un deuxième album intitulé Numera effa ilïbï, qui signifie « Dors l'âme apaisée ». Plus tard, ils sont annoncés en concert à Bordeaux le 27 mars 2010 au Void Club. Le groupe ne donne plus signe de vie.

## Discographie
- 2001 : Pathfinder
- 2006 : Numera effa ilïbï

2002:0975495579